# Pseudosphex jonesi
Pseudosphex jonesi är en fjärilsart som beskrevs av William James Kaye 1911. Pseudosphex jonesi ingår i släktet Pseudosphex och familjen björnspinnare. Inga underarter finns listade.